# Traité de Windsor (1899)
Le traité de Windsor est un accord secret entre le Royaume-Uni et le Portugal, datant de 1899. Il est nommé d'après le précédent traité de Windsor, en 1386, bien qu'il ait été signé à Londres le 14 octobre 1899 par le Premier ministre britannique Lord Salisbury et l'ambassadeur portugais Luís Pinto de Soveral (pt).
Les relations entre le Portugal et le Royaume-Uni avaient été entachées par l'ultimatum britannique de 1890 qui avait empêché le Portugal de réunir ses colonies d'Angola et du Mozambique en passant par ce qui est de nos jours le Malawi, la Zambie et le Zimbabwe et avait conduit au traité anglo-portugais de 1891. Par ailleurs, un accord anglo-allemand en 1898 disposait que, si le Portugal renonçait à ses colonies africaines, l'Allemagne pourrait étendre l'Afrique occidentale allemande vers le nord et l'Afrique orientale allemande vers le sud, tandis que la Grande-Bretagne pourrait étendre son territoire sud-africain vers l'est et contrôler les îles atlantiques du Portugal.
Le traité de 1899 réaffirme la validité des anciens traités entre les deux pays, ceux de 1642 et 1661 notamment. La Grande-Bretagne accepte de défendre les colonies portugaises contre leurs ennemis « futurs et actuels ». Le Portugal accepte en retour d'abandonner sa neutralité officielle concernant la seconde guerre des Boers et d'empêcher les mouvements d'armes et de troupes des Boers vers le Transvaal via Lourenço Marques (actuelle Maputo) et le Mozambique.